# Station d'épuration de Bubeneč

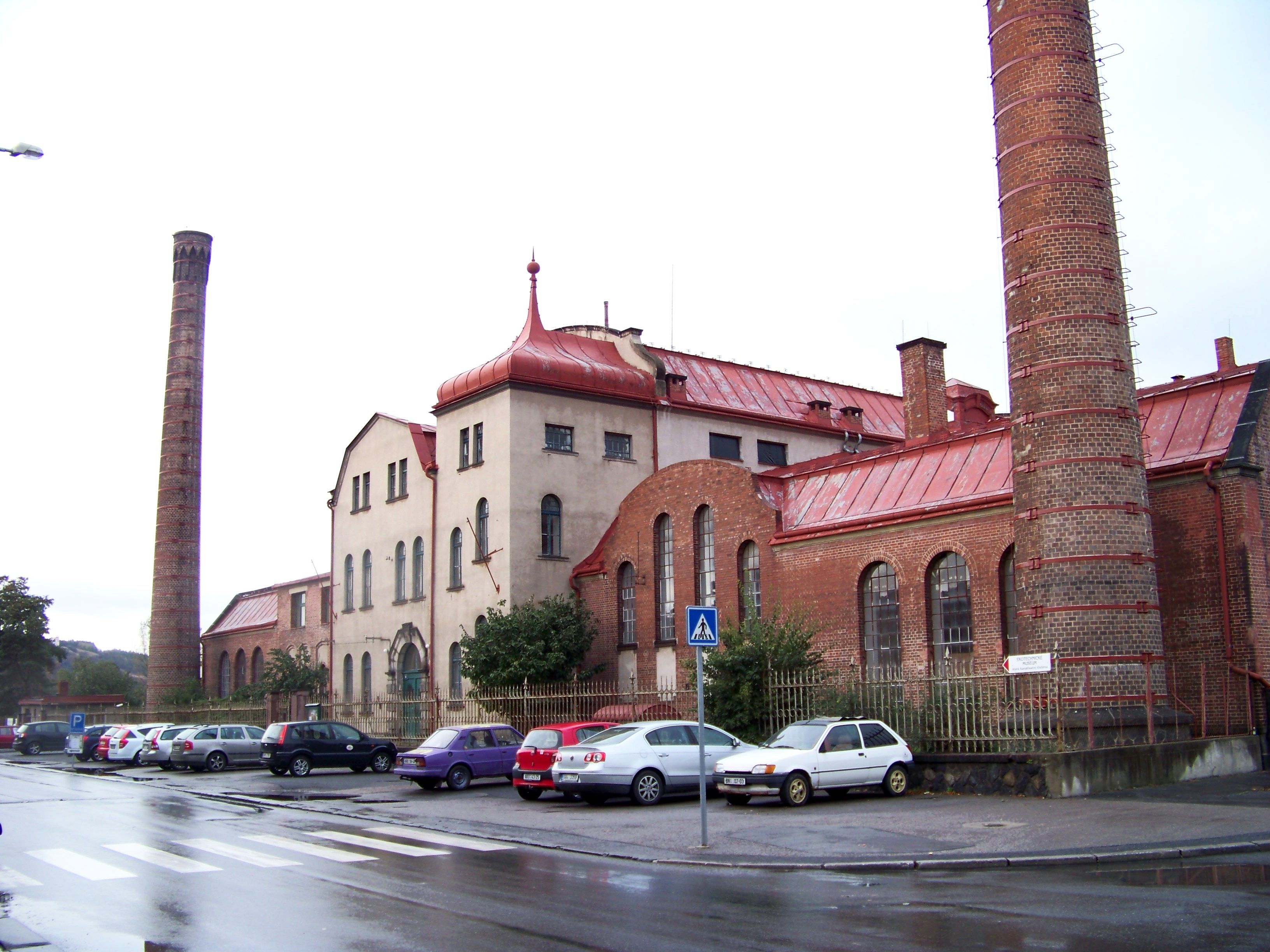
Entrée du bâtiment

La station d’épuration de Bubeneč est la plus ancienne station d’épuration de Prague. Elle a été conçue par William Heerlein Lindley et construite entre 1895 et 1906. En 1991, l'ensemble du bâtiment a été déclaré monument national protégé et a été transformé en musée écotechnique . 